# The Passing of the Third Floor Back (1935)
The Passing of the Third Floor Back ist ein britischer Spielfilm von Berthold Viertel mit Conrad Veidt in der Hauptrolle eines Erlöser-gleichen, namenlosen Fremden. Der mystischen Geschichte liegt die gleichnamige Kurzgeschichte (1907) von Jerome K. Jerome zugrunde.

## Handlung
Die folgenden Ereignisse spielen sich in einem etwas heruntergekommenen Londoner Gästehaus ab, wo Menschen verschiedener Herkunft und sozialer Position eine zumeist armselige Heimstatt gefunden haben. Nur einer von ihnen, der wohlhabende Geschäftsmann Mr. Wright, hat in seinem Leben echte Erfolge aufzuweisen. Die Herberge gehört der habgierigen Mrs. Sharpe, die das Hausmädchen Stasia, einst eine straffällig gewordene Jugendliche, die jedoch zu einem guten Menschen geworden ist, tagtäglich schlecht behandelt. Auch die anderen Bewohner des Hauses, vom Lebensglück und den kleinen Erfolgen des Alltags längst abgehängt, gehen ziemlich ruppig und höhnisch miteinander um. Lediglich gegenüber dem allseits respektierten Mr. Wright wagt keiner ein ungehöriges Wort. Der abgehalfterte Major Tomkin und seine Frau planen daher, ihre Tochter Vivian mit dem wohlhabenden Mann zusammenzubringen. Doch Vivian ist entsetzt von der Idee, diesen unattraktiven, korpulenten und deutlich älteren Mann heiraten zu sollen. 
Die vertraute Routine des Hauses wird eines Tages schlagartig durch die Ankunft eines seltsamen Fremden durchbrochen. Niemand weiß, wer dieser hagere Mann, offenbar ein Ausländer, in Wirklichkeit ist, nämlich ein Schutzengel mit einer Mission. In seiner makellosen Erscheinung und mit seinen erstaunlichen Handlungen verdient er sich bald den Respekt der anderen Hausbewohner. Vor allem Stasia fühlt sich ihm dank der ungekannten Freundlichkeit zugetan. Der Fremde wird, wie der Titel des Films verrät, im hinteren Teil des dritten Stocks untergebracht. Der Fremde wird zum Dinner anlässlich einer geplanten Vermählung zwischen Vivian und Mr. Wright hinzugebeten, und bald wird ihm klar, dass Vivian den wohlhabenden Selfmademan partout nicht heiraten will. Das junge Mädchen hat sich längst in einen anderen Mitbewohner des Gästehauses verliebt und stürmt daher entsetzt und verzweifelt von ihrer eigenen Verlobungsfeier fort. Major Tomkin ist vom Verhalten seiner Tochter entsetzt und versucht etwas später, Mr. Wright davon zu überzeugen, dass es sich bei Vivian Verhalten doch nur um ein Missverständnis handele und dass die Verlobung noch immer bestünde. Tomkin benötigt diese Hochzeit dringend, erhofft er sich doch davon in Zukunft finanziell wie gesellschaftlich abgesichert zu sein. 
Der Fremde ist ein ausgezeichneter Beobachter seiner Mitmenschen und was er in diesem Mikrokosmos‘ menschlichen Mit- bzw. in diesem Haus eher Gegeneinander feststellen muss, missfällt ihm sehr. Mit sanftem Druck ermutigt er seine Mitmenschen besser miteinander umzugehen und ihren Träumen nachzugehen, anstatt in Angst zu leben. Dies beginnt allmählich zu funktionieren, wobei einige Mitglieder des Hauses seinem Charisma zu erliegen scheinen. An einem Feiertag lädt der Fremde die Hausbewohner zu einer Bootsfahrt nach Margate ein und legt dabei wert darauf, dass soziale Standesunterschiede heute keine Bedeutung haben sollen. Manch einer von ihnen rümpft darob die Nase, da dadurch auch das Dienstmädchen Stasia herzlich zum Ausflug eingeladen ist. Als Stasia in die Themse fällt, springt eine der Frauen ein, um ihr Leben zu retten. Nachdem das Mädchen herausgefischt wurde, wird sie von den Tomkins betreut, die sie so behandeln, als wäre sie ihre eigene Tochter. Das Ehepaar bemerkt in diesem Moment, dass es falsch war, Vivian zu der Ehe mit Mr. Wright zu drängen. 
Während der Reise beginnen verschiedene Bewohner des Hauses, sich zu amüsieren und sich gegenseitig mit mehr Respekt zu behandeln. Diese Veränderung ihrer Situation führt zu Wrights Unmut, und er beginnt, die Versuche des Fremden, die Bewohner zu besseren Menschen zu machen, zu torpedieren. Dies wird vor allem am darauf folgenden Tag deutlich, als die meisten Bewohner in ihre alten Verhaltensmuster zurückkehren. Wright glaubt einen Sieg über den Fremden erzielt zu haben und verspottet ihn. Der Fremde versucht Wright davon zu überzeugen, dass auch er versuchen sollte, ein besseres und glücklicheres Leben anzustreben, aber Wright lehnt dies ab. Der Streit beider Protagonisten entwickelt sich zu einem moralischen Kampf zwischen Gut und Böse, zwischen moralischer Güte des Einzelnen und der Macht des herzlosen Mammons.

## Produktionsnotizen
The Passing of the Third Floor Back wurde am 11. September 1935 im Rahmen einer Interessenvorführung im Londoner Adelphi Theatre uraufgeführt. Massenstart war am 17. Januar 1936. In Deutschland war der Film nicht zu sehen.
Ivor Montagu übernahm die Produktionsleitung. Oskar Friedrich Werndorff entwarf die Filmbauten. Louis Levy hatte die musikalische Leitung.

## Kritiken
In Film Weekly war folgendes zu lesen: “Dieser ungewöhnliche Film wird Kritiker und Kinogänger wahrscheinlich in zwei Lager spalten. Die einen werden ihn als Meisterwerk loben, die anderen in ihm nicht mehr als prätentiösen Unsinn sehen. (…) Für die seltsame, zugegebenerweise gekünstelte Geschichte hätte man keinen besseren Regisseur als Berthold Viertel wählen können, dessen Stil sich mit der mystischen und psychologischen Thematik gut verbindet. In den Händen dieses sorgfältigen Regisseurs bekommt das Drama einen Touch von Unwirklichkeit, eine ätherische Qualität, die der Charakter des Fremden … erfordert.”
Filmkritiker und Schriftsteller Graham Greene schrieb am 1. November 1935 in The Spectator, Regisseur Viertel habe „die fromme Note [der Vorlage] abgeschwächt, die Milch menschlicher Freundlichkeit angemessen verwässert und die Typen in einem kleinen Londoner Privathotel mit boshaftem Realismus beobachtet“.

„Die Kraft dem Buch, dem Stück, entnehmend, sollte die Verfilmung und ihr Star, in dieser Form, unbesiegbar sein.“

Halliwell‘s Film Guide fand, der Film sei die „kompetente Filmversion eines berühmten, sentimentalen, altmodischen Stücks.“